# 1924년 하계 올림픽 오스트레일리아 선수단
1924년 하계 올림픽 오스트레일리아 선수단은 프랑스 파리에서 개최된 1924년 하계 올림픽에 참가한 올림픽 오스트레일리아 선수단이다.

## 종목별 성적

### 레슬링
자유형
| 선수 | 체급 | 32강 (상대 /결과) | 16강 (상대 /결과) | 8강 (상대 /결과) | 준결 (상대 /결과) | 결승 (상대 /결과) | 최종 순위 |

그레코로만형
| 선수 | 체급 | 1라운드 (상대 /결과) | 2라운드 (상대 /결과) | 3라운드 (상대 /결과) | 4라운드 (상대 /결과) | 5라운드 (상대 /결과) | 6라운드 (상대 /결과) | 7라운드 (상대 /결과) | 8라운드 (상대 /결과) | 최종 순위 |

## 육상
| 선수 | 세부 종목 | 예선 | 예선 | 준결선 | 준결선 | 결선 | 결선 |
| 선수 | 세부 종목 | 기록 | 순위 | 기록   | 순위   | 기록 | 순위 |

## 테니스
남자
| 선수 | 세부 종목 | 128강          | 64강           | 32강           | 16강           | 8강            | 준결승         | 결승           | 최종 순위 |
| 선수 | 세부 종목 | 상대 선수 결과 | 상대 선수 결과 | 상대 선수 결과 | 상대 선수 결과 | 상대 선수 결과 | 상대 선수 결과 | 상대 선수 결과 | 최종 순위 |

## 참고 자료
- (영어) “Australia at the 1924 Paris Summer Games”. SR/Olympic Sports. 2012년 1월 28일에 원본 문서에서 보존된 문서. 2011년 10월 10일에 확인함.